# Arbusigny
Arbusigny est une commune française située dans le département de la Haute-Savoie, en région Auvergne-Rhône-Alpes. Elle fait partie de l'agglomération du Grand Genève.

## Urbanisme

### Typologie
Au 1er janvier 2024, Arbusigny est catégorisée commune rurale à habitat dispersé, selon la nouvelle grille communale de densité à sept niveaux définie par l'Insee en 2022.
Elle est située hors unité urbaine. Par ailleurs la commune fait partie de l'aire d'attraction de Genève - Annemasse (partie française), dont elle est une commune de la couronne,. Cette aire, qui regroupe 158 communes, est catégorisée dans les aires de 700 000 habitants ou plus (hors Paris),.

### Occupation des sols
L'occupation des sols de la commune, telle qu'elle ressort de la base de données européenne d’occupation biophysique des sols Corine Land Cover (CLC), est marquée par l'importance des territoires agricoles (86,9 % en 2018), une proportion identique à celle de 1990 (86,9 %). La répartition détaillée en 2018 est la suivante : 
zones agricoles hétérogènes (81,5 %), forêts (11 %), prairies (3,9 %), zones urbanisées (2,1 %), terres arables (1,5 %).
L'IGN met par ailleurs à disposition un outil en ligne permettant de comparer l’évolution dans le temps de l’occupation des sols de la commune (ou de territoires à des échelles différentes). Plusieurs époques sont accessibles sous forme de cartes ou photos aériennes : la carte de Cassini (XVIIIe siècle), la carte d'état-major (1820-1866) et la période actuelle (1950 à aujourd'hui).

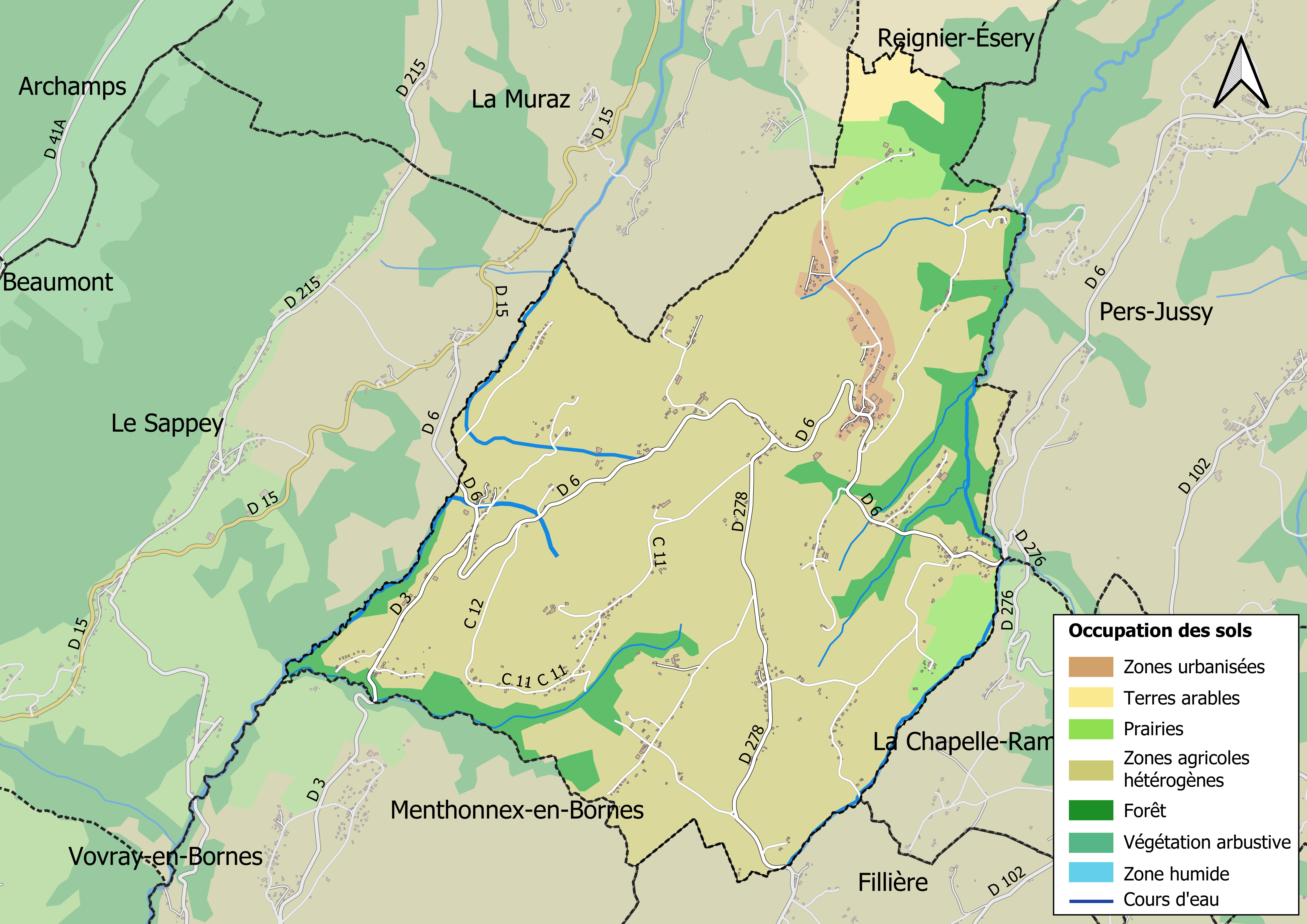
Carte des infrastructures et de l'occupation des sols en 2018 (CLC) de la commune.
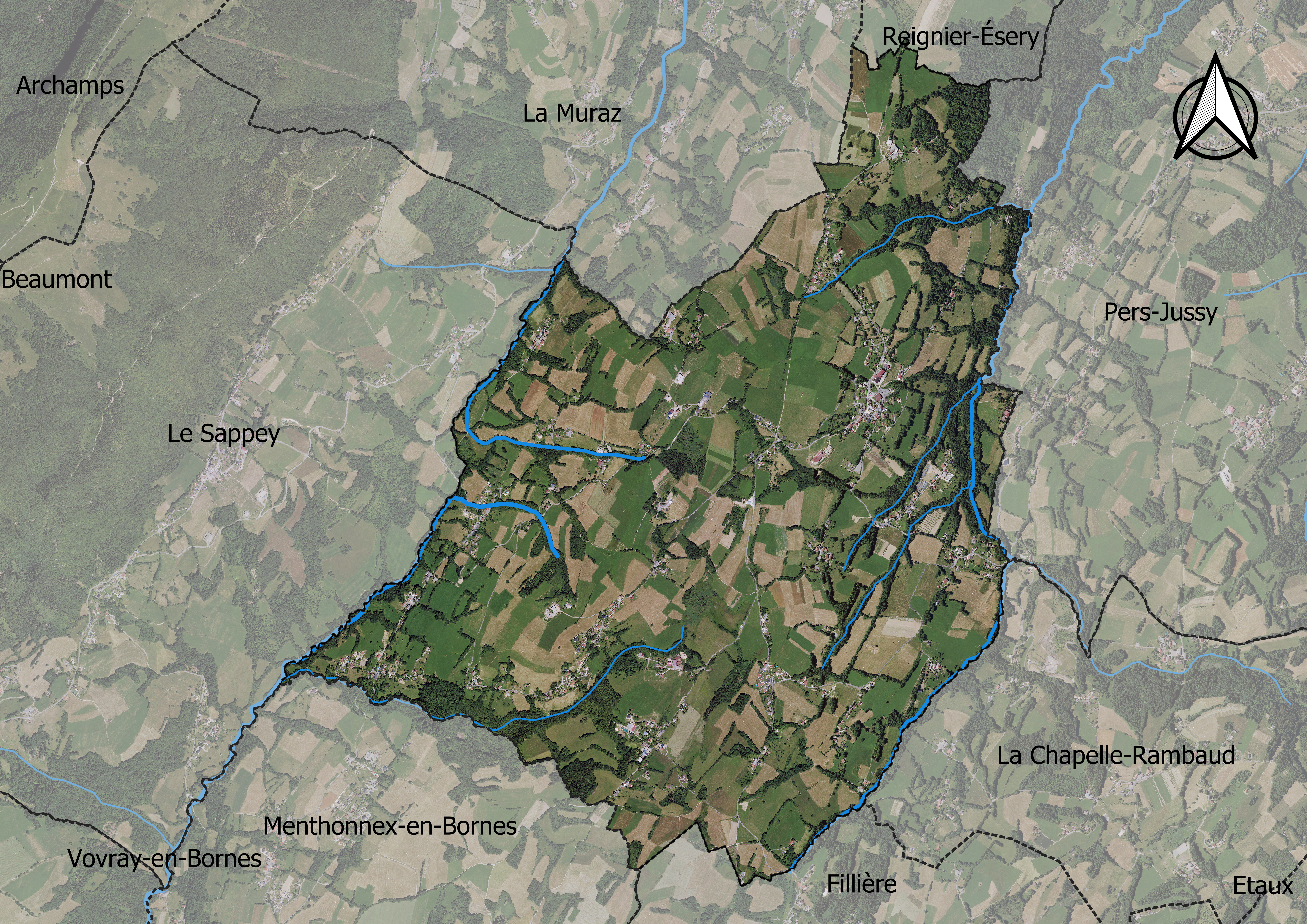
Carte orthophotogrammétrique de la commune.

## Toponymie
- D'un nom de personne Albucinius, formé sur Albucius + -acum.

En francoprovençal, le nom de la commune s'écrit Arboznyi, selon la graphie de Conflans.

## Politique et administration

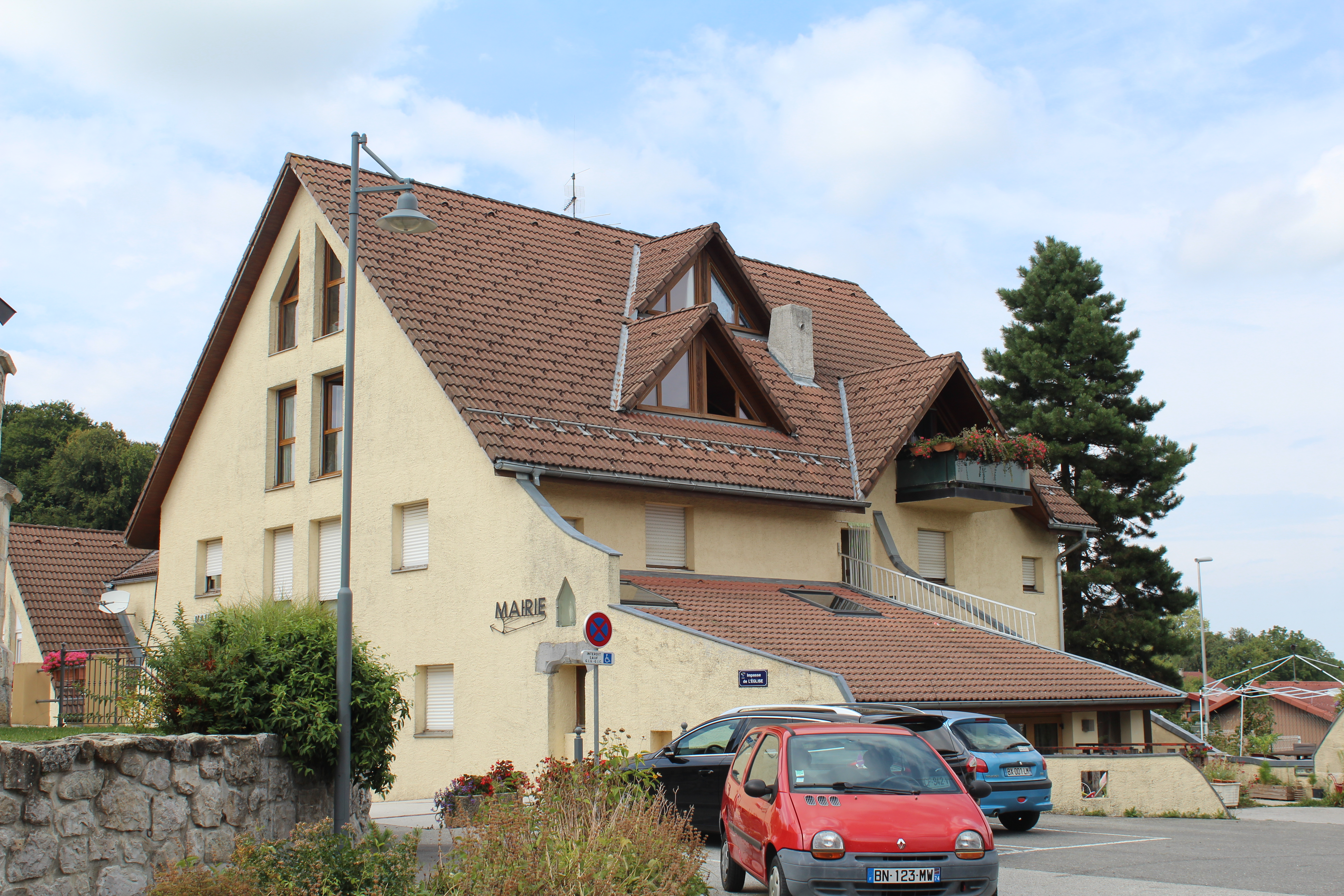
Mairie.

| Période                                  | Période  | Identité           | Étiquette | Qualité |
| ---------------------------------------- | -------- | ------------------ | --------- | ------- |
| 2014                                     | En cours | Régine Remillon    | DVD       | Cadre   |
| 2008                                     | 2014     | Laurent Delieutraz |           |         |
| 2001                                     | 2008     | Frédéric Germain   | DVG       |         |
| Les données manquantes sont à compléter. |          |                    |           |         |

## Démographie
L'évolution du nombre d'habitants est connue à travers les recensements de la population effectués dans la commune depuis 1793. Pour les communes de moins de 10 000 habitants, une enquête de recensement portant sur toute la population est réalisée tous les cinq ans, les populations de référence des années intermédiaires étant quant à elles estimées par interpolation ou extrapolation. Pour la commune, le premier recensement exhaustif entrant dans le cadre du nouveau dispositif a été réalisé en 2004.

En 2022, la commune comptait 1 136 habitants, en évolution de +3,09 % par rapport à 2016 (Haute-Savoie : +6,01 %, France hors Mayotte : +2,11 %).
| 1793 | 1800 | 1806 | 1822 | 1838 | 1848 | 1858 | 1861 | 1866 |
| ---- | ---- | ---- | ---- | ---- | ---- | ---- | ---- | ---- |
| 660  | 806  | 833  | 821  | 802  | 999  | 933  | 873  | 844  |

| 1872 | 1876 | 1881 | 1886 | 1891 | 1896 | 1901 | 1906 | 1911 |
| ---- | ---- | ---- | ---- | ---- | ---- | ---- | ---- | ---- |
| 863  | 938  | 931  | 945  | 949  | 987  | 913  | 880  | 804  |

| 1921 | 1926 | 1931 | 1936 | 1946 | 1954 | 1962 | 1968 | 1975 |
| ---- | ---- | ---- | ---- | ---- | ---- | ---- | ---- | ---- |
| 780  | 703  | 682  | 679  | 582  | 506  | 437  | 367  | 350  |

| 1982 | 1990 | 1999 | 2004 | 2006 | 2009 | 2014  | 2019  | 2022  |
| ---- | ---- | ---- | ---- | ---- | ---- | ----- | ----- | ----- |
| 388  | 580  | 684  | 814  | 869  | 978  | 1 065 | 1 140 | 1 136 |

## Évènements
- La Concentrations de tracteurs, 12e édition, dernier week-end de juin 2008.
- Le vide-greniers en salle, le 3 avril 2011 (premier dimanche d'avril, sauf en cas de fêtes de Pâques : dernier dimanche de mars).
- Le marché de Noël, le samedi 10 décembre 2011.

## Culture locale et patrimoine

### Lieux et monuments
- Château du Sougey ou Souget[11] : XVIe siècle. Possession des familles : Domen, Collomb, Arcine, Verboz et Collomb d'Arcine.
- Église Saint-Jean-Baptiste, construite dans un style gothique tardif[12].

### Personnalités liées à la commune
- Jean François Emmanuel Colomb-d'Arcine (1785-1865), militaire né au château du Sougey à Arbusigny
- François Perravex (vers 1780-1852), natif, syndic de Mornex et député du royaume de Sardaigne[13]
- Le coureur cycliste Jérôme Coppel a grandi à Arbusigny.

### Héraldique
| Armes d'Arbusigny | Les armes d'Arbusigny se blasonnent ainsi : Coupé ; au premier d'argent à la bande de sable chargée en chef d'une croisette au pied fiché d'or, accompagnée, en chef, d'un soleil non figuré de gueules, au second d'azur au croissant d'argent. |